# Prisoner
Prisoner (títol original en danès, Huset) és una sèrie de televisió dramàtica danesa del 2023, escrita per Kim Fupz Aakeson i dirigida per Frederik Louis Hviid i Michael Noer. La sèrie es va estrenar a DRTV l'1 de setembre de 2023 i constava de sis episodis d'aproximadament 60 minuts. És protagonitzada per Youssef Wayne Hvidtfeldt, Sofie Gråbøl, David Dencik i Charlotte Fich. S'ha doblat i subtitulat al català.
La sèrie segueix la vida quotidiana en una presó danesa i se centra en les relacions entre els treballadors i els interns. Es va gravar a la presó estatal de Vridsløselille a Albertslund.

## Repartiment
- Charlotte Fich - Gert
- Sofie Gråbøl - Miriam
- David Dencik - Henrik
- Youssef Wayne Hvidtfeldt - Sammi
- Laura Christensen - Sille
- Mo Chara - Daood
- Thomas Hou Mandsfeldt - presoner
- Kenneth Matthes
- Bjarne Henriksen - Torsten
- Haesam Jakir- Khaled
- Thomas Kristian Bek - Hansen
- Henrik Birch - Helge
- Gustav Dyekjær Giese - Benji
- Luca Reichardt Ben Coker - Gustav
- Simon Kongsted - Asger
- Anne Plauborg - Tina